# Kos (stad)
Kos (Grieks: Κως) is een plaats en gemeente in de regio Zuid-Egeïsche Eilanden, departement Dodekanesos. De plaats is de grootste stad van het gelijknamige eiland Kos en is tevens het toeristische en culturele centrum.

## Geschiedenis
De plaats waar de huidige stad nu staat, was reeds bewoond sinds het 3e millennium voor Christus. In de 8e eeuw v. Chr. nam de stad deel aan de Dorische Hexapolis, een verbond waarin ook Cnidus, Halicarnassus, Lindos, Ialyssos en Kameiros aan deelnamen. Vier eeuwen later, in 366 v.Chr. introduceerden de Atheners de democratie op het eiland en de stad zelf aanzienlijk werd uitgebreid. De grootste bloei ervoer Kos tijdens de Romeinse periode, waar het in het jaar 53 de titel kreeg van vrije stad.
Na de val van het Byzantijnse Rijk kwam de stad in handen de republiek Venetië, die het dan weer doorverkocht aan de Johannieters. Zij bleven twee eeuwen tot de Turken het eiland in handen kregen. Kos zou deel blijven van het Ottomaanse Rijk tot 1911. In 1933, toen het eiland in handen was van Italië, werd de stad getroffen door een aardbeving waarbij een groot deel van de binnenstad verwoest werd. Deze werd opnieuw gebouwd met hedendaagse gebouwen en brede geplaveide straten. Na de Tweede Wereldoorlog werd Kos samen met de andere eilanden van de Dodekanesos door Italië afgestaan aan het Koninkrijk Griekenland.
In 2011 werden de gemeenten in Griekenland herschikt. De voormalige gemeenten Irakleides en Dikaio werden deelgemeenten van de gemeente Kos, die sindsdien het hele eiland beslaat.
In de nacht van 20 op 21 juli 2017 werd de stad getroffen door een aardbeving met een kracht van 6,7 op de schaal van Richter. Er vielen twee doden toen een café instortte. Zeker 115 mensen raakten gewond, van wie twaalf ernstig.

## Bezienswaardigheden
- De agora, de oude marktplaats van de stad
- Het archeologisch museum
- Asklepieion van Kos, vier kilometer ten zuiden van de stad
- Neratzia, een 14e-eeuws kasteel gebouwd door de Orde van Malta
- Plataan van Hippocrates, een plataan vernoemd naar de Griekse arts Hippocrates

## Verkeer en vervoer
Ten noorden van Neratzia beschikt de stad over de Mandrakihaven met diensten naar de omliggende eilanden en het Turkse Bodrum.

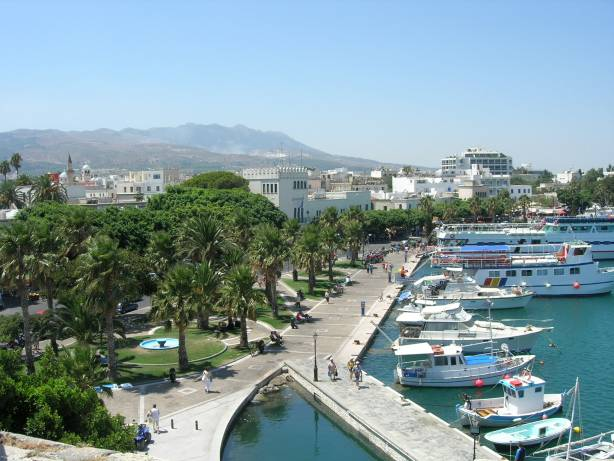
Mandrakihaven
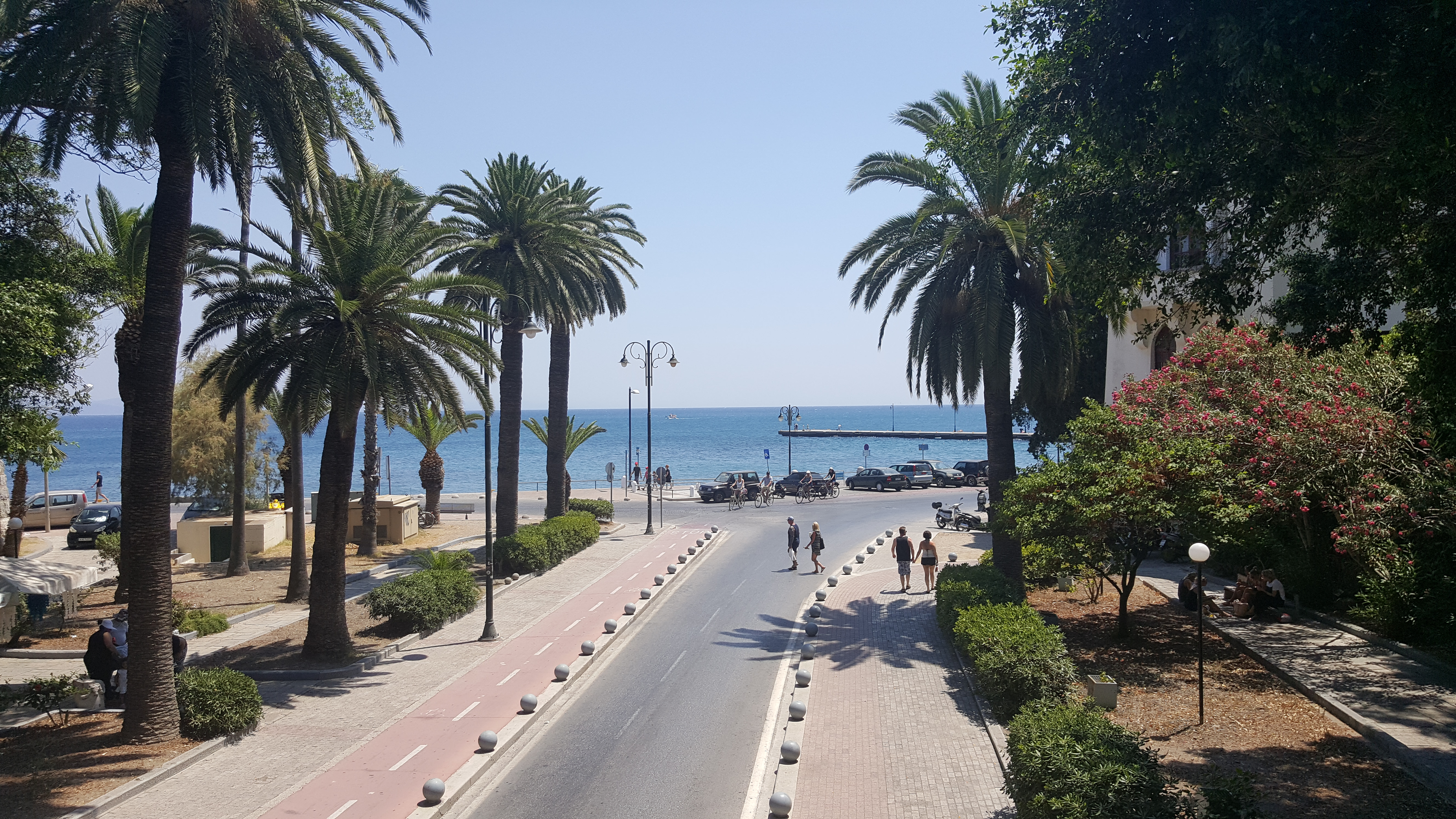
Boulevard van Kos